# Aleksandar Vukotić
Aleksandar Vukotić (in serbo Александар Вукотић?; Kraljevo, 22 luglio 1995) è un calciatore serbo, difensore del Darmstadt.

## Caratteristiche tecniche
È un difensore centrale.

## Carriera

### Club
Cresciuto nelle giovanili dello Sloga Kraljevo, ha esordito in prima squadra il 28 maggio 2014 disputando l'incontro di campionato perso 2-1 contro il Proleter Novi Sad.

### Nazionale
Ha giocato nella nazionale serba Under-17.